# German-American Bund

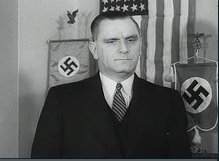
Fritz Kuhn, 1938

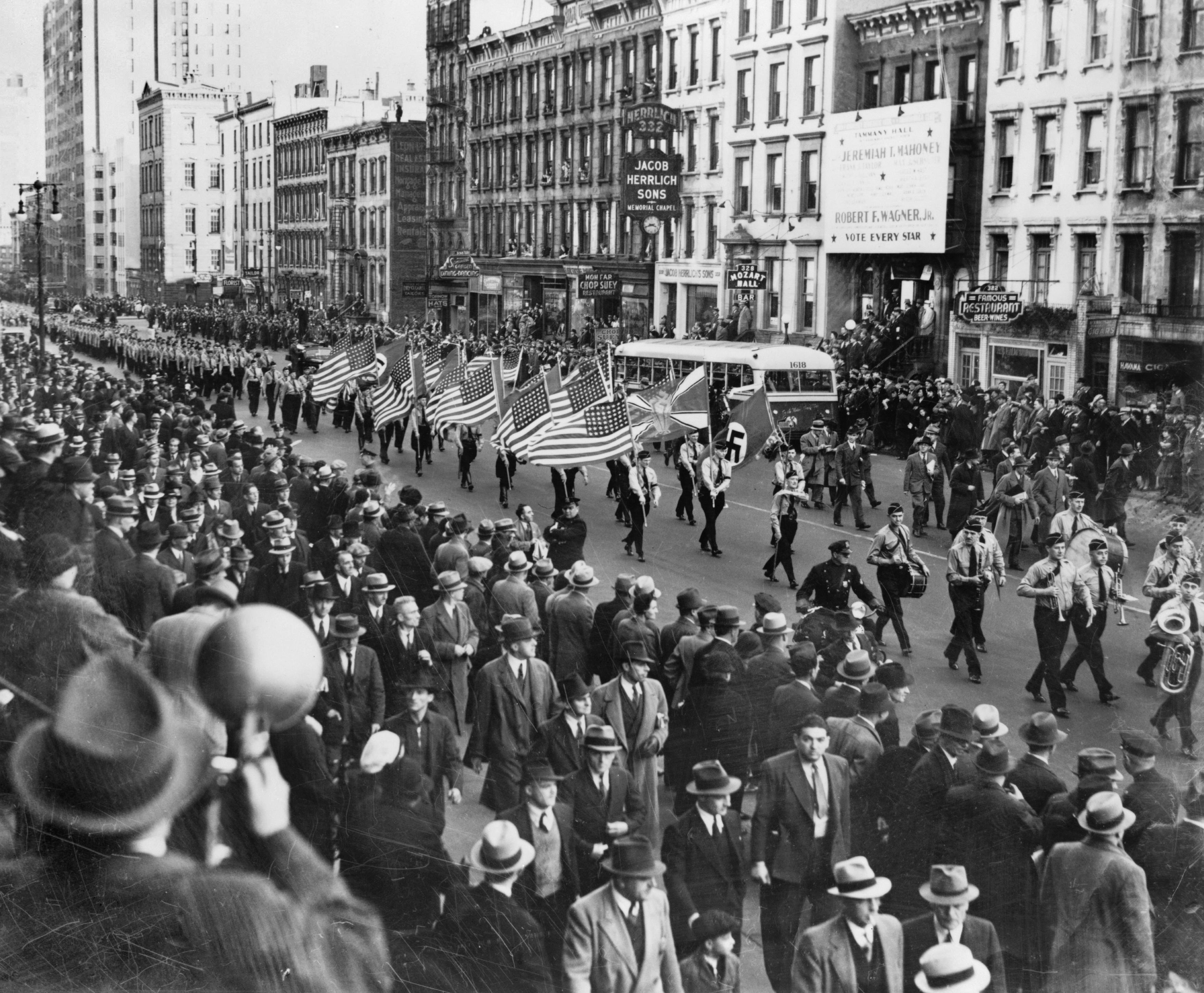
Průvod German-American Bundu na východní 86. ulici v New Yorku, 30. října 1939

German-American Bund (česky: Německo-americký spolek, německy: Amerikadeutscher Bund, také Amerikadeutscher Volksbund) byla americká nacistická organizace založená v roce 1936.

## Předcházející organizace
V březnu 1933 Heinz Spanknöbel, člen NSDAP, dostal od Rudolfa Hesse pověření k založení americké nacistické organizace. Spanknöbel sloučil dvě starší organizace, Gau-USA a Free Society of Teutonia, což byly obě malé skupiny, každá jen s několika sty členy, do Friends of New Germany (přátelé nového Německa). Organizace vznikla s pomocí německého konzula v New Yorku. Jednou z jejích prvních iniciativ byl bojkot židovských podniků v německé čtvrti Yorkville na Manhattanu. Současně probíhal vnitřní boj o kontrolu nad FNG. Spanknöbel byl nakonec vyloučen z vedení a v říjnu 1933 deportován z USA.
Účast německých občanů v organizaci způsobovala napětí ve vztazích mezi USA a Německem. V prosinci 1935 proto Rudolf Hess nařídil všem německým občanům opustit FNG a jeho vedoucí představitele odvolal do Německa.

## Aktivity
V březnu 1936 vznikla nová organizace German-American Bund v Buffalu. Vůdcem (Bundesführerem) této nové organizace se stal Fritz Julius Kuhn, občan USA narozený v Německu, veterán bavorské pěchoty z první světové války. V této době organizace založila tři výcvikové tábory - Camp Nordland v Sussex County v New Jersey, Camp Siegfried v Yaphanku ve státě New York a Camp Hindenburg v Graftonu, Wisconsin. Bund pořádal akce s nacistickými znaky a rituály, jako byl například pozdrav Heil Hitler, napadal Rooseveltovu administrativu, židovské vlivy, komunismus, odborové svazy a protestoval proti bojkotu německého zboží. Představitelé Bundu ve svých projevech mluvili o prezidentu Rooseveltovi jako o Rosenfeldovi a jeho program New Deal přejmenovali na Jew Deal.